# 安西愛子
安西 愛子（あんざい あいこ、本名：志村 愛子（しむら あいこ）、1917年4月13日 - 2017年7月6日）は、日本の童謡歌手、声楽家、政治家。参議院議員（3期、自由民主党）、安西音楽研究所名誉会長、杉の子こども会名誉会長、日本会議副会長などを歴任。

## 来歴・人物
東京府出身。杉並第七小学校、府立第五高等女学校（現東京都立富士高等学校）卒業後、東京音楽学校声楽科に入学。在学中には浅野千鶴子、長坂好子、ヘルマン・ヴーハープフェニッヒに師事。
1942年、同校研究科卒業。コロムビアレコード専属の歌手となる。
1949年には松田トシと共にラジオ番組『うたのおばさん』（NHKラジオ第1放送）に出演、1964年まで番組を担当する。
1962年頃に全日本交通安全協会の公募による子供向けの交通安全啓発曲「赤 青 黄いろ」（作詞：関根新太郎、作曲：古関裕而）をレコーディングし発表、広く歌われた。
1962年に日本コロムビアから日本ビクターへ移籍。1964年の東京オリンピックに際しては、三浦洸一（ビクターレコード専属歌手）と共に『東京オリンピックの歌―この日のためにー』をレコーディングし、発表した。
1971年、第9回参議院議員通常選挙に自民党公認で全国区から立候補（志村愛子名義）し初当選。田中派に所属する。以降、安西愛子名義で第11回（全国区）、第13回通常選挙（比例区）に立候補して再選され、参議院議員に連続3期在任した。この間、第2次田中角栄内閣と三木内閣の北海道開発政務次官、自由民主党政策審議会副会長などを歴任した。
1989年、自民党の参議院比例代表候補の70歳定年制に従わず、離党して太陽の会を旗揚げ。その後、第15回参議院議員通常選挙に比例区から立候補したが落選した。同年11月の秋の叙勲で勲二等に叙され、宝冠章を受章する
1995年、日本福祉党顧問に就任。
1997年5月30日に日本会議が設立されると、副会長に就任した。
2017年7月6日、老衰のため、死去した。100歳没。死没日をもって正四位に叙された。

### ラジオ番組
- 安西愛子 この人とともに（朝日放送ラジオ）

## 編著
- 『小学生愛唱歌集』あかね書房 日本童謡絵文庫 1951
- 『ラジオ童謡集』あかね書房 日本童謡絵文庫 1951
- 『日本の唱歌』全3冊 金田一春彦共編 講談社文庫 1977-82

## 栄典
- 1989年 - 勲二等宝冠章[16]
- 2017年 - 正四位